# Hôtel de Chabannes
El Hôtel de Chabannes, también conocido como Hôtel de Flers, es un hôtel particulier ubicada en el número 17 de la Place des Vosges ,en el lado oeste de la plaza, entre los hoteles de Marchand y de Montbrun en el 4 distrito deParís, Francia  
Las fachadas y los techos fueron clasificados como monumentos históricos en 1920, la escalera en 195 y la galería abovedada en 1955.